# Fokker DC.I
Fokker DC.I bylo vojenské letadlo vzniklé v Nizozemsku v 20. letech 20. století, které mělo kombinovat role stíhacího a průzkumného letounu. To odráželo i označení firmy Fokker, které navazovalo na systém značení německých vojenských letadel první světové války užívaný Idfliegem, v němž „D“ značilo stíhačku, a „C“ ozbrojený průzkumný stroj. 
DC.I byl konvenční dvouplošník s jednokomorovým systémem vzpěr ve tvaru „N“, a pozitivně stupněnými křídly o nestejném rozpětí, odvozený z Fokkeru C.IV. Pilot a pozorovatel seděli v otevřených kokpitech tandemového uspořádání, a pevný podvozek byl ostruhového typu, s průběžnou osou hlavních kol. Křídla byla dřevěné konstrukce, a trup byl svařen z ocelových trubek a potažen plátnem. 
Pro leteckou složku armády Nizozemské východní Indie (nizozemsky Luchtvaartafdeling van het Koninklijk Nederlands-Indisch Leger) bylo vyrobeno celkem 10 kusů, které zde byly v provozu mezi lety 1925 až 1934.

## Specifikace (DC.I)

### Technické údaje
- Osádka: 2 (pilot a pozorovatel/střelec)
- Rozpětí: 11,75 m
- Délka: 8,85 m
- Výška: 3,40 m
- Prázdná hmotnost: 1 400 kg
- Vzletová hmotnost: 1 830 kg
- Pohonná jednotka: 1 × kapalinou chlazený dvanáctiválcový motor s válci do W Napier Lion
- Výkon pohonné jednotky: 340 kW (450 hp)

### Výkony
- Maximální rychlost: 245 km/h
- Dostup: 8 000 m
- Vytrvalost: 3 hodiny letu

### Výzbroj
- 2 × synchronizovaný kulomet ráže 7,7 mm
- 1 × pohyblivý kulomet ráže 7,7 mm